# Giọng ải giọng ai (mùa 3)
Mùa thứ ba của chương trình trò chơi truyền hình về âm nhạc Giọng ải giọng ai được phát sóng trên kênh HTV7 từ ngày 28 tháng 7 đến ngày 3 tháng 11 năm 2018. Từ mùa này, Ốc Thanh Vân và Thu Trang không còn góp mặt, thế chỗ cho hai cố vấn cố định này là các khách mời hỗ trợ thay đổi theo từng tập phát sóng.

## Luật chơi

### Các vòng thi
Chương trình có 3 vòng thi. 7 giọng ca bí ẩn sẽ xuất hiện trên sân khấu. Trong số họ sẽ có những người có giọng hát hay và những người hát không hay. Sau 3 vòng thi, đội nào chọn được chính xác thí sinh hát hay sẽ giành chiến thắng chung cuộc.

#### Vòng hoá thân
Hai đội chơi sẽ được xem những đoạn video clip giới thiệu về nghề nghiệp của 7 giọng ca bí ẩn. Cuối mỗi đoạn clip, hai đội chơi sẽ được nghe một âm thanh (ngắn hơn 1 giây) phát ra từ giọng ca bí ẩn đó. Sau vòng 1, mỗi đội chơi sẽ loại ra 1 giọng ca bí ẩn mà họ cho là hát không hay.

#### Vòng siêu diễn
Hai đội chơi sẽ được nghe 5 giọng ca bí ẩn còn lại hát nhép trên nền nhạc của một đoạn nhạc của những ca sĩ nổi tiếng. Sau vòng 2, mỗi đội chơi sẽ tiếp tục loại ra 1 giọng ca bí ẩn mà họ cho là hát không hay.

#### Vòng lộ diện
Mỗi đội chơi sẽ có 30 giây phỏng vấn 3 giọng ca bí ẩn còn lại. Sau phần phỏng vấn, mỗi đội chơi sẽ chọn 1 giọng ca bí ẩn hát hay để song ca với ca sĩ khách mời của đội đó.

### Giải thưởng
- Người chơi lựa chọn đúng giọng ca hát hay sẽ là người thắng cuộc và nhận được giải thưởng 50 triệu đồng. Nếu hai người chơi đều đoán đúng thì giải thưởng được chia đôi, mỗi người nhận 25 triệu đồng. Nếu cả hai đoán sai thì không ai nhận được giải thưởng.
- Mỗi giọng ca được chọn ở vòng cuối cùng sẽ nhận được giải thưởng 10 triệu đồng, bất kể họ hát hay hay không.

## Danh sách các tập
| Tập | Ngày phát sóng       | Đội chơi (ca sĩ khách mời + người hỗ trợ)             | Đội chơi (ca sĩ khách mời + người hỗ trợ) | Các giọng ca bí ẩn (và số thứ tự đứng, theo thứ tự bị loại) | Các giọng ca bí ẩn (và số thứ tự đứng, theo thứ tự bị loại) | Các giọng ca bí ẩn (và số thứ tự đứng, theo thứ tự bị loại) | Các giọng ca bí ẩn (và số thứ tự đứng, theo thứ tự bị loại) | Các giọng ca bí ẩn (và số thứ tự đứng, theo thứ tự bị loại) | Các giọng ca bí ẩn (và số thứ tự đứng, theo thứ tự bị loại) | Các giọng ca bí ẩn (và số thứ tự đứng, theo thứ tự bị loại) | TK     |
| Tập | Ngày phát sóng       | Trường Giang                                          | Trấn Thành                                | Thứ tự loại trừ                                             | Thứ tự loại trừ                                             | Thứ tự loại trừ                                             | Thứ tự loại trừ                                             | Thứ tự loại trừ                                             | Giọng ca được chọn                                          | Giọng ca được chọn                                          | TK     |
| Tập | Ngày phát sóng       | Trường Giang                                          | Trấn Thành                                | Vòng Hóa thân                                               | Vòng Hóa thân                                               | Vòng Siêu diễn                                              | Vòng Siêu diễn                                              | Vòng Lộ diện                                                | Đội Trường Giang                                            | Đội Trấn Thành                                              | TK     |
| --- | -------------------- | ----------------------------------------------------- | ----------------------------------------- | ----------------------------------------------------------- | ----------------------------------------------------------- | ----------------------------------------------------------- | ----------------------------------------------------------- | ----------------------------------------------------------- | ----------------------------------------------------------- | ----------------------------------------------------------- | ------ |
| 1   | 28 tháng 7 năm 2018  | Hòa Minzy (2) Anh Đức                                 | Erik Nam Thư                              | 1. Văn Tài                                                  | 6. Ái Vy                                                    | 5. Kim Phúc                                                 | 4. Minh Tưởng                                               | 7. Tiền Đóng                                                | 2. Lê Hương                                                 | 3. Tùng Hiểu                                                | [ 3 ]  |
| 2   | 4 tháng 8 năm 2018   | Hoàng Yến Chibi (2) Thuận Nguyễn                      | Gin Tuấn Kiệt (2) Diệu Nhi                | 1. Thanh Thức                                               | 7. Minh Tròn                                                | 6. Cherry Quỳnh                                             | 5. Văn Thuận                                                | 4. Mẫn Nghi                                                 | 2. Tú Uyên                                                  | 3. Duy Minh                                                 | [ 4 ]  |
| 3   | 11 tháng 8 năm 2018  | Bùi Anh Tú (2) Huỳnh Lập                              | Hari Won (2) Khả Như                      | 5. Văn Khoa                                                 | 2. Quang Hùng                                               | 3. Tú Trâm                                                  | 4. Tuyết Nhung                                              | 1. Xuân Cương                                               | 6. Văn Quân                                                 | 7. Thủy Tiên                                                | [ 5 ]  |
| 4   | 18 tháng 8 năm 2018  | Bùi Anh Tuấn (2) Lâm Vỹ Dạ                            | Hương Tràm (2) Mai Tài Phến               | 3. Duy Tuấn                                                 | 6. Hoàng Nhi                                                | 2. Lan Thanh                                                | 4. Đức Tuấn                                                 | 1. Tấn Giàu                                                 | 6. Thành An                                                 | 7. Cấm Tú                                                   | [ 6 ]  |
| 5   | 25 tháng 8 năm 2018  | Trang Pháp Lê Dương Bảo Lâm                           | Mai Tiến Dũng Puka                        | 4. Tuyết Trinh                                              | 2. Minh Quyền                                               | 5. Duy Ân                                                   | 6. Minh Tuyển                                               | 7. Hồng Hạnh                                                | 1. Bảo Quyên                                                | 3. Minh Quân                                                | [ 7 ]  |
| 6   | 1 tháng 9 năm 2018   | Hồng Ngọc Việt Trinh                                  | Đan Trường Lê Giang (2)                   | 3. Thanh Trọng                                              | 6. Thảo Ngạn                                                | 5. Thanh Quân                                               | 4. Huỳnh Thi                                                | 2. Phúc Thịnh                                               | 7. Minh Quý                                                 | 1. Chí Thiện                                                | [ 8 ]  |
| 7   | 8 tháng 9 năm 2018   | Han Sara Sam/Hoàng Thùy                               | Karik Hoàng Thùy/Sam                      | 3. Phương Uyên                                              | 1. Hổng Phước                                               | 4. Nhật Trường                                              | 5. Thùy Trang                                               | 2. Lê Quốc Anh                                              | 6. Như Thùy                                                 | 7. Phú Quốc                                                 | [ 9 ]  |
| 8   | 15 tháng 9 năm 2018  | Hương Giang (2) PewPew                                | Kay Trần Misthy                           | 7. Chí Cưỡng                                                | 2. Đăng Khoa                                                | 4. Võ Phụng                                                 | 6. Hồ Bảo Thi                                               | 1. Lê Diễm                                                  | 3. Thanh Yu                                                 | 5. Huỳnh Tú                                                 | [ 10 ] |
| 9   | 22 tháng 9 năm 2018  | Gil Lê (2) BB Trần                                    | Isaac (365daband (5)) Hải Triều           | 4. Dương Bình                                               | 2. Ngô Thị Thùy                                             | 1. Thành Công                                               | 3. Huỳnh Luận                                               | 7. Thùy Dương                                               | 5. Kim Linh                                                 | 6. Thế Hà                                                   | [ 19 ] |
| 10  | 29 tháng 9 năm 2018  | Kim Tử Long Kiều Minh Tuấn                            | Thoại Mỹ Cát Phượng                       | 5. Văn Đông                                                 | 3. Minh Đạt                                                 | 6. Đinh Trường                                              | 7. Kiều Ngân                                                | 4. Duy Luân                                                 | 1. Tuyết Nhung                                              | 2. Hoàng Thức                                               | [ 20 ] |
| 11  | 13 tháng 10 năm 2018 | Hiền Hồ Anh Đức (2)                                   | Phan Mạnh Quỳnh Puka (2)                  | 1. Thanh Thảo                                               | 5. Văn Quang                                                | 3. Diệu Ly                                                  | 4. Thùy Trang                                               | 6. Ngọc Thông                                               | 2. Yến Mỹ                                                   | 7. Minh Trí                                                 | [ 21 ] |
| 12  | 20 tháng 10 năm 2018 | Chi Dân (2) Nam Thư (2)                               | Phạm Quỳnh Anh Huỳnh Lập (2)              | 3. Thanh Liêm                                               | 4. Tuyết Mai                                                | 1. Minh Tuân                                                | 7. Hải Phú                                                  | 6. Nguyệt Anh                                               | 5. Huy Phúc                                                 | 2. Mỹ Linh                                                  | [ 22 ] |
| 13  | 27 tháng 10 năm 2018 | S.T Sơn Thạch (2) (365daband (6)) Ninh Dương Lan Ngọc | Jang Mi Xuân Nghị                         | 5. Elsa Nguyễn                                              | 4. Lưu Quốc Tuấn                                            | 3. Bảo Hân                                                  | 2. Nguyễn Mạch Xuân Duyên                                   | 1. Đào Bá Lộc                                               | 6. Trần Hoàng Anh Tuấn                                      | 7. Young Ju                                                 | [ 23 ] |
| 14  | 3 tháng 11 năm 2018  | Nam Cường Diệu Nhi (2)                                | Phương Trinh Jolie (2) Sam (2)            | 2. Duy Hải                                                  | 7. Quang Khiêm                                              | 5. Bảo Đăng                                                 | 1. Bích Trâm                                                | 6. Thiên Lý                                                 | 3. Tiên Linh                                                | 4. Thụy Ngân                                                | [ 24 ] |
| 15  | 10 tháng 11 năm 2018 | Thanh Duy (2) Cát Phượng (2)                          | Đại Nhân (2) Kiều Minh Tuấn (2)           | 1. Khánh Minh                                               | 7. Tấn Kha                                                  | 4. Kỳ Anh                                                   | 3. Duy Thoại                                                | 5. Thanh Tảo                                                | 6. Vương Thanh                                              | 2. Minh Huy                                                 | [ 25 ] |